# 홍해 프로젝트
홍해 프로젝트(아랍어: مشروع البحر الأحمر), 간단히 홍해(아랍어: البحر الأحمر)라고도 불리며, 사우디아라비아 홍해 연안의 재생 관광 메가프로젝트이다. 공공 투자 기금이 소유한 레드 씨 글로벌이 개발하는 이 프로젝트는 사우디아라비아 비전 2030 프로그램의 일부를 형성한다. 이 프로젝트는 2017년 7월 사우디아라비아의 왕세자 무함마드 빈 살만 알사우드에 의해 발표되었다.
2030년 완공 시, 홍해 프로젝트는 22개 섬과 6개 내륙 지역에 걸쳐 8,000개 객실을 갖춘 50개의 호텔과 1,000개 이상의 주거 시설을 목표로 한다.

## 위치

움마핫 제도로부터 본 홍해

이 프로젝트는 사우디아라비아 서해안의 타부크주 움루즈와 알와즈 사이의 28,000km2 지역에 위치해 있다. 이 지역은 90개 이상의 오염되지 않은 외딴 섬, 홍해 연안의 200km 해안선, 해변, 사막, 산, 화산 등을 포함한다. 여기에는 알와즈 석호도 포함되는데, 이 석호는 귀중한 서식지(산호초, 해초, 맹그로브)와 전 세계적으로 보존 가치가 있는 종을 포함하는 2,081km2의 깨끗한 지역이다.

## 역사
이 프로젝트는 2017년 7월 사우디아라비아의 왕세자 무함마드 빈 살만 알사우드에 의해 화석연료로부터의 사우디 경제를 다각화하기 위한 사우디아라비아 비전 2030 프로젝트 중 하나로 발표되었다. 이 프로젝트는 사우디아라비아의 국부펀드인 공공 투자 기금이 설립한 여러 회사 중 하나인 레드 씨 글로벌에 의해 개발되었다.
홍해 프로젝트의 건설은 2019년 2월에 시작되었으며 2030년까지 완공될 예정이었다. 처음 세 개의 호텔은 2023년에 개장할 것으로 예상되었으며, 16개의 호텔, 홍해 국제공항, 요트 마리나, 역사 유적지 및 레크리에이션 센터는 2024년에 개장할 예정이었다.
2023년 11월, 홍해 프로젝트의 첫 번째 목적지인 식스 센시스 서던 듄스가 손님을 맞이하기 위해 개장했다.
2024년 1월, 세인트 레지스 호텔 & 리조트는 움마핫 제도에서 홍해 프로젝트의 두 번째 목적지이자 첫 번째 섬 리조트를 개장했다. 다음 5월, 움마핫 제도는 두 번째 호텔인 누주마, 리츠칼튼 리저브를 맞이했다.
2024년 10월, 레드 씨 글로벌은 셰바라 리조트가 다음 11월에 개장하여 프로젝트의 네 번째 목적지로 방문객을 맞이하기 시작할 것이라고 발표했다.
2024년 12월, 데저트 록 리조트는 손님을 맞이한 두 번째 내륙 목적지이자 전체 다섯 번째 목적지가 되었다.

## 목적지
홍해 프로젝트는 2025년 5월 현재 6개의 관광 목적지로 구성되어 있다. 이 중 서던 듄스와 데저트 록은 내륙에 위치해 있다. 나머지 4개의 목적지는 92개 섬 중 4개의 섬에 위치해 있다.

### 슈라섬

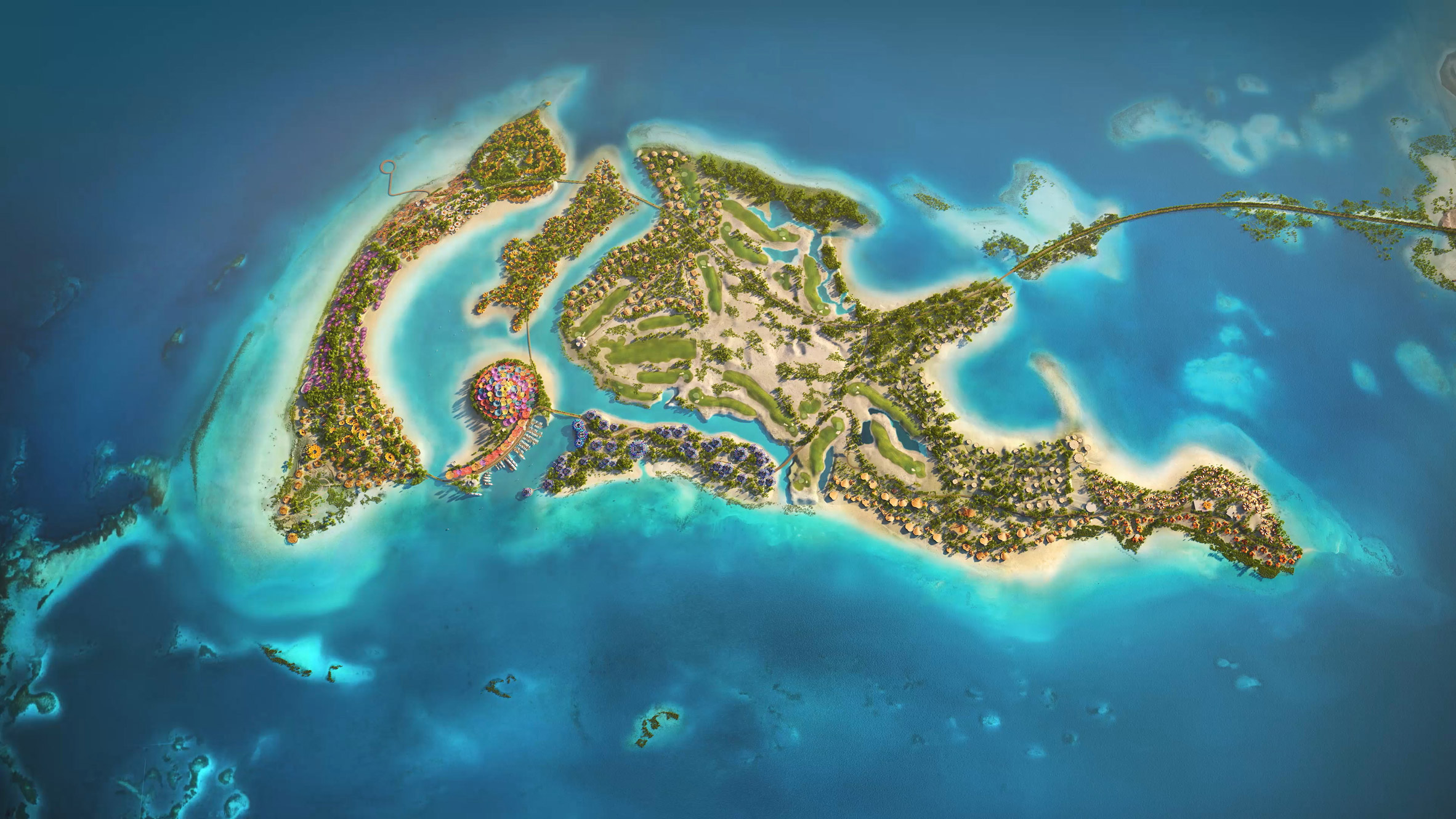
슈라섬의 코랄 블룸 프로젝트 개념

슈라이라 섬으로도 알려진 슈라섬은 홍해 프로젝트의 중심 섬이다. 이 섬에는 프로젝트의 가장 야심찬 건설 프로젝트인 코랄 블룸이 있다. 코랄 블룸은 2021년 2월 왕세자 무함마드 빈 살만 알사우드에 의해 시작되었다. 이 프로젝트는 런던에 기반을 둔 건축 회사인 포스터 앤드 파트너스가 설계했다.
이 섬에는 하얏트, 페어몬트, 인터컨티넨탈, 로즈우드, 주메이라, 파에나, 래플스, 미라발, 에디션, SLS 등 다양한 브랜드의 11개 호텔이 들어설 예정이다. 또한, 사우디아라비아 최초의 18홀 골프장 및 클럽하우스인 슈라 링크스도 포함된다. 7,500야드 코스는 브라이언 컬리가 설계했으며, 클럽하우스는 포스터 + 파트너스가 설계하여 2025년에 개장할 예정이다.
슈라섬은 총 1.2km에 달하는 사우디아라비아에서 가장 긴 수중 다리로 본토와 연결되어 있다. 이 다리는 아테네에 기반을 둔 건설 회사인 아르키로돈이 설계하고 건설했다.
2023년 10월, 레드 씨 글로벌은 킹덤 홀딩 컴퍼니와 5억 3,300만 달러 규모의 계약을 체결하여 섬에 포시즌스 리조트를 개장하기로 했다. 이 호텔은 2025년 초에 개장할 예정이다.

### 움마핫 제도
움마핫 알샤이크 제도로도 알려진 움마핫 제도는 세인트 레지스 홍해 리조트와 누주마, 리츠칼튼 리저브를 모두 호스팅한다. 둘 다 수상기 또는 전세 보트를 통해 접근할 수 있다.
세인트 레지스 홍해 리조트는 2024년 1월 홍해 프로젝트에서 손님을 맞이하기 시작한 첫 번째 섬 목적지였다. 90개 객실 규모의 이 리조트는 구마 겐고가 설계했다.
63개 객실 규모의 누주마, 리츠칼튼 리저브는 2024년 5월 중동에서 가장 비싼 호텔로 개장했으며, 1박당 약 3,431달러이다. 이 호텔은 리츠칼튼 서브 브랜드 내에서 7번째 리츠칼튼 호텔이며, 중동에 위치한 첫 번째 호텔이다. 리저브에는 각각 바다 전망의 전용 수영장이 있는 63개의 럭셔리 빌라가 있다. 누주마는 포스터 앤드 파트너스가 설계했다.
2025년 3월, 누주마, 리츠칼튼 리저브는 포브스에 의해 최고의 신규 호텔로 선정되었다.

### 셰이바라섬

셰바라 리조트의 반사 강철 수상 빌라

셰이바라섬에는 레드 씨 글로벌이 만든 호텔 브랜드인 "레드 씨 글로벌 호스피탈리티"가 운영하는 73개 객실의 럭셔리 호텔인 셰바라 리조트가 있다. 이 리조트는 두바이에 기반을 둔 건축 회사인 킬라 디자인이 설계한 구형 모양의 반사 스테인리스 스틸 수상 빌라로 구성되어 있다. 리조트는 2024년 11월에 문을 열었다.
150톤의 빌라는 그랜크라프트가 샤르자에서 제작한 후, 섬으로 운송되어 맘모에트가 설치했다.
셰바라는 타임지의 2025년 "세계 최고의 장소" 목록에 포함되었다.

### 서던 듄스
식스 센시스 서던 듄스는 움루즈 마을에서 북동쪽으로 약 100km 떨어진 알네사이 사막에 위치한 내륙 리조트이다. 이 리조트에는 40개의 빌라와 36개 객실의 호텔 단지가 포함되어 있다. 서던 듄스는 2023년 11월에 방문객을 맞이하기 시작한 첫 번째 홍해 프로젝트 목적지였다.
서던 듄스는 포스터 + 파트너스가 설계했다.

### 데저트 록
데저트 록은 화강암 산에 지어진 빌라와 호텔 객실로 구성된 64개 객실 규모의 내륙 럭셔리 리조트이다. 이 리조트는 2024년 12월 11일부터 공식적으로 예약이 시작되었다.
데저트 록은 마이애미에 기반을 둔 오펜하임 아키텍처가 설계했다.

### 라히크섬
아부 라히크 섬으로도 알려진 라히크 섬은 400헥타르 규모의 개인 주거 섬이다. 2025년 4월 라히크의 발표는 홍해 프로젝트의 2단계 시작을 알렸다. 이 섬은 2028년에 개장할 예정이다.
이 섬의 주요 특징은 섬의 석호를 둘러싸는 800m 길이의 구조물인 "더 링"으로, 럭셔리 아파트, 호텔, 소매 공간을 수용한다. 이 섬은 포스터 + 파트너스가 설계했다.

## 교통

홍해 국제공항에서 목적지로 방문객을 운송하는 데 사용되는 독점적인 하늘색 루시드 에어 전기차

홍해 프로젝트는 2025년에 완전히 완공될 예정인 전용 공항인 홍해 국제공항을 통해 접근할 수 있다. 이 공항은 2023년 9월 사우디아의 리야드 킹 칼리드 국제공항 발 첫 비행을 맞이했다. 이 공항의 첫 국제선은 2024년 4월 두바이 국제공항 발 플라이두바이 항공편이었다. 모래 언덕에서 영감을 받은 곡선형 디자인의 이 공항은 포스터 앤드 파트너스가 설계했다.
공항에 도착하면 루시드 에어 전기차량이 방문객을 목적지로 운송하는 데 사용된다. 사우디아라비아의 국부펀드인 공공 투자 기금은 루시드 모터스에 60% 이상의 지분을 소유하고 있다. 홍해 프로젝트는 사우디아라비아에서 가장 큰 오프그리드 충전 네트워크를 포함하며, 초기 80대의 루시드 에어 및 메르세데스-벤츠 EQS 전기차를 서비스하기 위한 150개의 충전소를 보유하고 있다. 이 지역에 전력을 공급하기 위해 1.3GWh 배터리를 갖춘 400MW 태양광 마이크로그리드가 건설되고 있다.
움마핫 제도와 같은 일부 섬 지역은 요트와 수상기를 통해서만 접근할 수 있다. 레드 씨 글로벌은 사우디아라비아 최초의 수상기 회사인 플라이 레드 씨를 설립했으며, 이 회사는 초기 4대의 세스나 캐러밴 208 수상기를 사용하여 방문객을 섬으로 운송할 것이다.

## 홍보
2024년 3월, 당시 사우디아라비아 팀 알나스르 소속 선수였던 유명 축구 선수 크리스티아누 호날두가 홍해 목적지에 있는 세인트 레지스 홍해 리조트를 방문했다. 호날두는 당시 6억 명 이상의 팔로워를 보유하고 있던 자신의 인스타그램 계정에 이 목적지를 홍보했다. 다음 6월, 그는 방문객을 맞이하기 시작한 지 얼마 되지 않아 누주마, 리츠칼튼 리저브를 방문했다.
2024년 4월, 레드 씨 글로벌은 "수면 아래: 산호를 위한 싸움"이라는 제목의 다큐멘터리를 제작하기 위해 워너 브라더스 디스커버리와의 협력을 발표했다.

## 같이 보기
- 사우디아라비아 비전 2030 프로젝트 목록
- 사우디아라비아의 관광
- 아말라
- 사우디아라비아 홍해 당국
- 신달라